# Джил (одиниця вимірювання)
Джил (англ. gill, МФА: [dʒɪl]) — міра об'єму для рідин та сипких матеріалів, рівна 1,42065 дм³.
- Дана одиниця вимірювання використовується в наш час[коли?] для приготування алкогольних коктейлів.
- Британська Імперська система мір для рідин:
  - 1 джил = 1/4 пінти = 5 рідк. унціям = 8,670 куб. дюймів = 142,0653125 мл ≈ 0,142 л (дм3) = 1,2 америк. джила.
- Американська система мір для рідин:
  - 1 джил = 1/4 пінти амер. = 4 рідк. унціям амер. = 118,29411825 мл ≈ 0,118 л (дм3) = 5/6 імпер. джила.